# بسوده
بسوده (به ایتالیایی: Bessude) یک کومونه در ایتالیا است که در استان ساساری واقع شده‌است.

## خصوصیات
بسوده ۲۶٫۸ کیلومترمربع مساحت و ۴۷۴ نفر جمعیت دارد و ۴۴۷ متر بالاتر از سطح دریا واقع شده‌است.